# Parastacidae
Los parastácidos (Parastacidae) son una familia de cangrejos de río originarios del hemisferio sur, con una distribución originada por la posición de Gondwana. Ninguna especie se localiza en el continente africano, pero si se encuentran en Madagascar (Astacoides). También se encuentran en América del Sur, Australia, Nueva Zelanda y Nueva Guinea, habiéndose documentado especies extintas en la Antártida. La familia incluye 177 especies.